# Veneziansk afton
Veneziansk afton eller villaavslutning är ett festligt avsked till sommaren som firas i Österbotten i Finland. Veneziansk afton firas alltid den sista lördagen i augusti och festligheterna kulminerar med brasor, facklor, kulörta lyktor, fyrverkerier med mera. Det ursprungliga och genuina firandet sker vid villan eller sommarstugestränderna, men i Karleby har man sedan 1970-talet även en stadsfestival som man kallar "veneziad". Den beteckningen kan däremot inte användas i andra sammanhang som synonym till den venezianska aftonen. 
I södra Finland firas det mera moderna påhittet forneldarnas natt, även det i slutet av augusti.

## Historia
Som namnet förtäljer har traditionen viss anknytning till Venedig i Italien. Under 1800-talet blev det på modet att hålla så kallade illuminerade aftnar eller Venezianska aftnar bland annat i Sankt Petersburg och i Helsingfors och det kan spåras i spridningen av fyrverkerikonsten. 
Ljusfesterna i Paris, Stockholm och andra storstäder var ofta storslagna spektakel för samhällseliten som kunde ordnas vid olika tider på året. Det är omöjligt att ange exakt när den första ljusfesten som kallades ”venetiansk” ordnades i Finland, men det första belägget för uttrycket ingick i Åbo Tidningar 1851. På 1890-talet etablerades benämningen venetiansk afton i Finland och samtidigt koncentrerades tidpunkten till augusti – september. Det venetianska festkonceptet spreds till många städer som låg i närheten av något vattendrag. Vid den här tiden började också privatpersoner ordna venetianska fester på sina sommarvillor vid kusten. I södra Finland var det en tradition för det högsta samhällsskicket under 1900-talets första hälft, men upphörde nästan helt efter andra världskriget. I viss mån var det midsommarfirandet, med brasa och skjutande av raketer, som här konkurrerade ut den venetianska aftonen. Den förknippades med ett klassamhälle som inte längre existerade.
I de österbottniska kuststäderna blev utvecklingen en annan än i södra Finland och här spreds traditionen snabbt också till områden med anspråkslösare sommarstugor. Att tända lyktor var inte längre ett sätt att visa status, utan festen firades uttryckligen som en avslutningsfest för sommaren. Den venetianska (venezianska) aftonen längs den österbottniska kusten blev med tiden något av en identitetssymbol för Österbotten.
Mycket tidigt, redan på 1800-talet, kom traditionen till Jakobstad i Österbotten, en ort med gamla traditioner med sommarvillor. Särskilt kring Jakobstad och vid den nordösterbottniska kusten levde traditionen vidare när den dog ut på andra håll i landet. Adjektivet för det som har med Venedig att göra stavas egentligen venetiansk, men stavningen veneziansk och Veneziaden har etablerats i Jakobstads- och Karlebytrakten.
Villaavslutningen har också en legend: Det sägs att kvinnorna vars män var fiskare eller kräftfiskare, tände på stora brasor och facklor nära stranden så att deras män kunde hitta hem till julen, detta hände alltså sent på hösten.